# Casemiro do Amaral
Casemiro do Amaral (ur. 14 września 1892 w Lizbonie, zm. 8 października 1939 w São Paulo) – brazylijski piłkarz pochodzenia portugalskiego grający na pozycji bramkarza.
Urodzony w Lizbonie Casemiro karierę rozpoczął w 1911 roku w klubie America Rio de Janeiro. Rok 1912 spędził w klubie Germania São Paulo, z którego przeszedł do lokalnego rywala Corinthians Paulista, z którym zdobył mistrzostwo Stanu São Paulo – Campeonato Paulista w 1912 roku. Następnym etapem jego kariery była gra w klubie Mackenzie w latach 1915–1917. W 1918 powrócił do Corinthians Paulista, gdzie skończył swoją karierę w 1920 roku.
Jako piłkarz Americano wziął udział w turnieju Copa América 1916, czyli pierwszych w dziejach oficjalnych mistrzostwach kontynentalnych. Brazylia zajęła trzecie miejsce, a Casimiro zagrał we dwóch meczach - z Argentyną (jego debiut w reprezentacji) i Urugwajem. Następnym roku ponownie uczestniczył w Copa América 1917, gdzie zagrał we wszystkich trzech meczach z Argentyną, Chile i Urugwajem a Brazylia ponownie zajęła trzecie miejsce. W reprezentacji rozegrał 6 meczach.